# Lepidocephalus
Lepidocephalus is een geslacht van straalvinnige vissen uit de familie van de modderkruipers (Cobitidae).

## Soorten
- Lepidocephalus macrochir (Bleeker, 1854)
- Lepidocephalus spectrum Roberts, 1989